# Inequação
Inequação é uma sentença matemática, com uma ou mais incógnitas, expressas por uma desigualdade, diferenciando da equação, que representa uma igualdade. Elas são representadas através de relações que não são de equivalência. É representada pelo sinal ≠, ou seja, inequação é toda a desigualdade literal que é apenas satisfeita por certos valores, as letras ou incógnitas que nela figuram, por outras palavras, apresentam os sinais de maior (>), menor (<), maior ou igual (≥) ou menor ou igual (≤), ao invés do sinal de igualdade que é o que caracteriza as equações.
Por exemplo:
{\displaystyle f(x_{1},x_{2},\ldots ,x_{n})\neq g(x_{1},x_{2},\ldots ,x_{n})}
Sendo {\displaystyle f} e {\displaystyle g} funções genéricas de n variáveis. Em alguns contextos, também se consideram inequações expressões do tipo:
{\displaystyle f(x_{1},x_{2},\ldots ,x_{n})\star g(x_{1},x_{2},\ldots ,x_{n})}
em que {\displaystyle \star } pode ser >, <, ≥ ou ≤.
Se {\displaystyle \Phi _{i}(x_{1},x_{2},\ldots ,x_{n}),} com i variando de 1 a n, forem inequações ou equações, com pelo menos uma inequação, então um sistema de inequações é a combinação dos {\displaystyle \Phi _{i}} usando as conexões lógicas E e OU.